# Circuito Paul Armagnac
O Circuito Paul Armagnac também conhecido como Circuito de Nogaro é uma pista de corrida de automobilismo perto de Nogaro, no sudoeste da França.

## História
O circuito foi inaugurado abriu em 3 de outubro de 1960 como o primeiro circuito de corrida construído na França. Inicialmente 1.752 quilômetros (1.089 mi) de comprimento foram expandidos em 1973 e 1989 para seus atuais 3.636 quilômetros (2.259 mi) de comprimento. Em 2007, o circuito foi modernizado, incluindo uma nova torre de controle, um novo pit lane e ampliando a pista para 12 metros (39 pés).

## Eventos
Eventos hospedados pelo circuito incluíram:
- O Grande Prêmio da França de Motovelocidade de 1978 a 1982.
- A rodada final da temporada de 2003 do FIA Sportscar Championship
- O Grande Prêmio de Nogaro da Fórmula 3000 Internacional entre 1990 e 1993
- Fórmula 2 de 1975 a 1978
- O Campeonato Europeu de Corridas de Caminhões da FIA desde 1994
- A Formula 3 Euro Series em 2007
- FIA GT Series e Blancpain Sprint Series
- O Campeonato FFSA GT de 1997 a 2011 e em 2014.
- A competição europeia Eco-Marathon entre 2000 e 2009